# Eldon A. Bargewell
Eldon A. Bargewell, ameriški general, *  13. avgust 1947, Hoquiam, Washington, ZDA, † 29. april 2019, Eufaula, Alabama, ZDA.
Najbolj je poznan kot poveljnik Delta Force, poveljnik Poveljstvo specialnih operacij ZDA, Evropa, pomočnik načelnika štaba za vojaške operacije SFOR, direktor operativno-načrtovalnega cetra Poveljstva specialnih operacij ZDA,...

## Življenjepis
Med vietnamsko vojno je opravil usposabljanje za specialne sile in bil sprejet v MACV-SOG. Leta 1973 je bil povišan v drugega poročnika. Nato je bil pripadnik 75. rangerskega polka, poveljnik Delta Force, poveljnik Poveljstva specialnih operacij ZDA Evropa, pomočnik načelnika štaba SFOR in direktor Centra za operacije, načrtovanje in politiko Poveljstva specialnih operacij ZDA.